# FripSide
FripSide, stilizzato come fripSide, è un duo musicale giapponese che compone e interpreta brani di genere pop, synthpop, trance. Originariamente era formato dal compositore Sat e dalla cantante Nao nel febbraio 2002, sostituita poi nel 2009 da Yoshino Nanjō.

## Storia
In una intervista del 2008, Sat disse di essere un fan di TM Network e del suo membro Tetsuya Komuro e iniziò a produrre musica all'età di 14 anni.
Quando il gruppo iniziò la sua attività, essi stavano pubblicando i loro brani nella community amatoriale giapponese e indie muzie. Gli album di fripSide furono sempre in posizioni alte nelle classifiche del negozio di CD online muzie. A luglio 2006 più di 6000 copie dei tre album originali furono vendute.
Divennero ufficialmente parte di Visual Art's nel 2006. Pubblicarono i loro lavori sotto elseena-music entertainment e la maggior parte dei loro brani fu creata per i giochi di Visual Art's, oltre che per giochi erotici di altre compagnie. In aggiunta, fripSide formò un side group, chiamato "fripSide NAO Project", che iniziò l'attività il 30 marzo 2007. I brani erano differenti dal solito stile di fripSide e non fu seguito il motto di fripSide della "creazione di brani in cui chiunque può identificarsi". Un album e un singolo furono pubblicati sotto fripSide NAO project.
Il 15 marzo 2009 Nao riportò sul sito web ufficiale di fripSide di aver lasciato il gruppo. Sat e Nao volevano proseguire per carriere musicali diverse: Nao volle intraprendere una carriera come solista e nello stesso tempo Sat decise di proseguire come fripSide con un nuovo progetto chiamato fripside: THE NEXT PROJECT.
La doppiatrice Yoshino Nanjō prese il posto di Nao come vocalist di fripSide. Il nuovo duo debuttò per la seconda volta, ma stavolta sotto Geneon Universal Entertainment, con il singolo "Only my railgun" il 4 novembre 2009. Il singolo, il cui brano principale fu riutilizzato anche come sigla di apertura della prima stagione dell'anime A Certain Scientific Railgun, debuttò raggiungendo la terza posizione nella classifica giapponese dei singoli di Oricon con la vendita di circa 26000 copie per la prima settimana, una posizione superiore a quella del singolo "Flower of Bravery" (No. 26) del 2008.
Il 21 agosto 2013 i fripSide rilasciarono il loro 7ºsingolo, "Eternal Reality" che venne usato come seconda sigla d'apertura della serie A Certain Scientific Railgun S. Il singolo è stato prodotto in collaborazione con Tetsuya Komuro, che ha aiutato per la composizione e l'arrangiamento ed è stato rilasciato in 3 edizioni, Regolare (solo CD), Limitata (edizione con CD+DVD) e Anime.
Il 31 ottobre 2021, durante il FripSide Announcement Special livestream , Nanjō annuncia il suo ritiro dal gruppo. L'8 gennaio 2022 si è comunque esibita con Yaginuma in un concerto virtuale.
Il 24 aprile 2022 il fripSide Phase 2 Final Arena Tour si conclude con l'annuncio delle nuove cantanti per la Fase 3 del gruppo, Mao Uesugi and Hisayo Abe. Nell'evento Yoshino Nanjo ha cantato il singolo "infinite synthesis", mentre è stata raggiunta dalle due cantanti della nuova fase. Il presentatore ha quindi presentato il duo inedito, prima che eseguissero il loro singolo di debutto "dawn of infinity", presentata in anteprima l'8 aprile come sigla di apertura della serie anime The Dawn of the Witch. Il singolo è stato quindi distribuito il 18 maggio.

## Formazione

### Membri principali
- Satoshi Yaginuma (Sat) (composizione/arrangiamento/programming/testi/chitarra)
- Mao Uesugi (voce/testi) - Annunciata come voce principale di fripSide il 24 aprile 2022
- Hisayo Abe (voce/testi) - Annunciata come voce principale di fripSide il 24 aprile 2022

### Membri passati
- Nao (voce/testi) - licenziatasi il 15 marzo 2009
- Yoshino Nanjō (voce/testi) - Fu annunciata come nuova voce di fripSide il 28 luglio 2009, si è ufficialmente licenziata il 24 aprile 2022

### Staff del suono
- Kenji Arai (direttore del suono)
- Takumi Okamoto (direttore del suono)
- masa (coro, sintetizzatore)
- Maya (chitarra)
- Takahiro Toguchida (chitarra)
- a2c (chitarra)
- Shinichiro Yamashita (testi)
- Graphica3810 (design)
- Kula (amministrazione)
- riko (coro)

## Discografia

### fripSide (Yoshino)

#### Singoli
|    | Data pubblicazione | Titolo                     | Tracklist | Posizione classifica Oricon          |
| -- | ------------------ | -------------------------- | --- | ------------------------------------ |
| 1° | 4 novembre 2009    | only my railgun            | 1. only my railgun (prima sigla di apertura dell'anime A Certain Scientific Railgun) 2. late in autumn 3. only my railgun (instrumental) 4. late in autumn (instrumental)                                                                       | Classifica sett. singoli Oricon: #3  |
| 2° | 17 febbraio 2010   | LEVEL5-judgelight-         | 1. LEVEL5-judgelight- (seconda sigla di apertura dell'anime A Certain Scientific Railgun) 2. memory of snow 3. LEVEL5-judgelight- (instrumental) 4. memory of snow (instrumental)                                                               | Classifica sett. singoli Oricon: #4  |
| 3° | 13 ottobre 2010    | future gazer               | 1. future gazer (sigla di apertura dell'OVA anime di A Certain Scientific Railgun) 2. fortissimo-the ultimate crisis- (Fortissimo//Akkord:Bsusvier theme song) 3. future gazer (instrumental) 4. fortissimo-the ultimate crisis- (instrumental) | Classifica sett. singoli Oricon: #4  |
| 4° | 24 agosto 2011     | Heaven is a Place on Earth | 1. Heaven is a Place on Earth (sigla di apertura del film di Hayate no gotoku!) 2. The end of summer 3. Heaven is a Place on Earth （instrumental) 4. The end of summer （instrumental）                                                        | Classifica sett. singoli Oricon: #19 |
| 5° | 14 dicembre 2011   | Way to Answer              | 1. Way to Answer (sigla di apertura del gioco per PSP A Certain Scientific Railgun) 2. Last Fortune (sigla di apertura del gioco per PSP di Twinkle Crusaders) 3. Way to Answer （instrumental) 4. Last Fortune （instrumental）                | Classifica sett. singoli Oricon: #15 |
| 6° | 8 maggio 2013      | sister's noise             | 1. sister's noise (sigla di apertura dell'anime A Certain Scientific Railgun S) 2. I'm believing you 3. sister's noise （instrumental) 4. I'm believing you（instrumental）                                                                     | Classifica sett. singoli Oricon: #1  |